# 水曜特番
『水曜特番』（すいようとくばん）は、2005年3月9日から同年9月28日までTBS系列局が編成していた単発特別番組枠である。各局のタイムテーブルにおいては「水曜単発枠」と表記されていた。全22回。
本項では、2010年9月1日から同年9月22日まで同系列局が編成していた固有名称の無い単発特別番組枠についても記述する。

## 概要
本枠の放送番組は基本的にTBSが手掛けていたが、準キー局の毎日放送が担当した回もある。回によっては視聴率が15%を上回ることもあった。
2005年1月まで19時台に放送されていた『クイズ!家族でGO!!』や『絶景の楽園』からの流れにより、19時台は毎日放送のセールス、20時台はTBSのセールスとなっていた。また、19時台にはP&Gを始めとする複数社が、20時台には大正製薬とLIONなどがスポンサーに付いており、3分ずつの2枠で提供入れ替わり制で途中の提供読みなしとなっていた。
『まんが日本昔ばなし』および本枠で放送されたことのある『あなた説明できますか?』と『全員正解あたりまえ!クイズ』がこの時間帯にレギュラー放送されることになったため、本枠は2005年9月28日の『THE CHAIR』の回をもって終了した。
それから5年後の2010年9月、それまでこの時間帯に放送されていた『時短生活ガイドSHOW』と『世界笑える!ジャーナル』が揃って打ち切られたため、『激変!ミラクルチェンジ』と『爆問パニックフェイス!』が始まるまでのつなぎ番組として再度編成されることが決定。正式名称の無い単発枠であるが、放送日が水曜日という関係で便宜上第2期と記す。

## 編成時間
いずれも日本標準時。
- 水曜 18:55 - 20:54 （第1期[独自研究?]、2005年3月9日 - 2005年9月28日）
- 水曜 19:00 - 20:49 （第2期[独自研究?]、2010年9月1日 - 2010年9月22日） - ハイビジョン制作。当時19:00 - 19:55にローカル番組を編成していた局は、TBSから裏送りされた短縮版を20:00 - 20:54に編成していた。

この時間帯はプロ野球ナイター中継の放送枠でもあることから、地元球団のホーム戦を優先放送していた局は土曜午後枠もしくは日曜午後枠での振り替え放送を行っていた。

## 放送番組一覧

### 第1期（2005年）[独自研究?]
| 回 | 放送日 （2005年） | 番組名                                                                                                   | 製作局   | 備考                                       |
| -- | ----------------- | --- | -------- | ------------------------------------------ |
| 1  | 3月9日            | ザ・ブレインサミット 3                                                                                   | TBS      |                                            |
| 2  | 3月16日           | 大反響シリーズ第3弾 私、ママになりました。完全密着99日！3男4女激闘大家族！16歳長女〜感動の出産スペシャル | TBS      |                                            |
| 3  | 3月23日           | 史上最強の人間ドック ザ・快傑ドクター                                                                    | TBS      | 21:54まで放送                              |
| 4  | 3月30日           | TBSテレビ50周年 あなたも歌わずにはいられない                                                             | TBS      | 22:54まで放送                              |
| 5  | 4月13日           | ザ・ドリームプレッシャー                                                                                 | TBS      |                                            |
| 6  | 4月20日           | 全員正解あたりまえ!クイズ                                                                                | TBS      |                                            |
| 7  | 4月27日           | Jr〜偉人の子供たち栄光と転落！波瀾万丈七光人生列伝!!                                                     | TBS      |                                            |
| 8  | 5月4日            | トラベルウォーズ                                                                                         | 毎日放送 | 司会：三宅裕司                             |
| 9  | 5月11日           | ピン子の時間                                                                                             | TBS      |                                            |
| 10 | 5月18日           | THE CHAIR                                                                                                | TBS      |                                            |
| 11 | 6月1日            | 知ったかぶりクイズ！あなた説明できますか？                                                               | 毎日放送 |                                            |
| 12 | 6月8日            | 嗚呼！ニッポンの兄弟                                                                                     | 毎日放送 |                                            |
| 13 | 6月29日           | 日本語チャンピオン決定戦'05                                                                              | TBS      |                                            |
| 14 | 7月13日           | 見物人の集まる実験室オモシロ科学マジック50連発スペシャル                                                 | TBS      | 司会：徳光和夫、船越英一郎、加藤浩次       |
| 15 | 7月20日           | SASUKE 2005 真夏                                                                                         | TBS      |                                            |
| 16 | 7月27日           | これが地球の絶景!!世界の瀑布スペシャル                                                                   | 毎日放送 |                                            |
| 17 | 8月10日           | ウンナン＆中村玉緒の感動！初恋！赤っ恥！同窓会開きましたSP                                               | 毎日放送 | 2006年1月2日に毎日放送の新春特番枠で再放送 |
| 18 | 8月31日           | ニッポン人よ仰天せよこれが世界の教科書だ!!                                                               | TBS      |                                            |
| 19 | 9月7日            | 知ったかぶりクイズ！あなた説明できますか？                                                               | 毎日放送 |                                            |
| 20 | 9月14日           | あなたは第何位？全国名字ランキング                                                                       | 毎日放送 |                                            |
| 21 | 9月21日           | ザ・ドリームプレッシャー                                                                                 | TBS      |                                            |
| 22 | 9月28日           | THE CHAIR                                                                                                | TBS      |                                            |

### 第2期（2010年）[独自研究?]
| 回 | 放送日 （2010年） | 番組名                                                                                       | 製作局 | 備考                                            |
| -- | ----------------- | -------------------------------------------------------------------------------------------- | ------ | ----------------------------------------------- |
| 1  | 9月1日            | 巨大病院ドキュメント 女たちの救急病棟24時 出動！ドクターヘリ＆感動！いのちの現場に完全密着！ | TBS    |                                                 |
| 2  | 9月8日            | 世界のコワ〜イ女たち ホントにあった！仰天事件簿SP 2                                          | TBS    | 第1弾はローカルセールス枠の『スパモク!!』で放送 |
| 3  | 9月15日           | 世界のコワ〜イ女たち ホントにあった！仰天事件簿SP 3                                          | TBS    | 第1弾はローカルセールス枠の『スパモク!!』で放送 |
| 4  | 9月22日           | 世界！シュラバ人生劇場                                                                       | TBS    | 20:54まで放送                                   |